# Хубілай
Хубіла́й (монг. Qubilai, Хубилай; кит.: 忽必烈; піньїнь: Hūbìliè), храмове ім'я Шицзу (кит.: 世祖; піньїнь: Shìzǔ; 23 вересня 1216 — 18 лютого 1294) — монгольський державний і політичний діяч. Великий хан Монгольської імперії (1260–1294). Засновник і перший імператор монгольської династії Юань (1271–1294), що правила Китаєм. Представник роду Чингізидів. Син хана Толуя від караїтки Соркактані. Онук Чингісхана. На Заході відомий завдяки Марко Поло під іменем «Кублай-хан»; це ім'я вимовлялося також як «Кубілай», або «Кубла» (останнє стало особливо поширеним після поеми С. Т. Кольріджа «Кубла-хан»).  Можливо, справжнє ім'я цієї людини — Кобила.
За правління великого хана Мунке керував кампанією проти китайської династії Сун. 1260 року, після смерті Мунке, захопив великоханський престол. Переніс столицю з Каракорум до міста Ханбалик, майбутнього Пекіна. 1271 року завоював центральний Китай і проголосив створення імператорської династії Юань. Посмертно надав титул Тайцзу своєму діду — Чингісхану. 1279 року остаточно знищив ворожу династію Сун і підкорив своїй владі весь Китай. у 1274 та 1281 роках здійснив безрезультатні походи на Японію. У 1292 році за його указом в Ханбалик і Шанду — зимовій та літній столицях — були засновані мусульманські медичні заклади: «Куан-хуей-си» («Імператорські мусульманські шпиталі») і «Тай-юань» («Імператорська академія медицини»). 1293 року ходив походом на острів Ява. Змусив Корею і Бірму стати васалами династії Юань. Помер від хвороби у Пекіні.
Похований у ханській гробниці в монгольських степах. Монгольське тронне ім'я — кага́н Сеце́н (монг. Sečen qaγan, Сэцэн хаан; кит.: 薛禅可汗; піньїнь: Xuēchán kèhán). Посмертне ім'я — Імпера́тор Веньу́ (кит.: 文武皇帝; піньїнь: Wénwǔ huángdì). Девізи правління — Чжунтун у 1260–1264 роках і Чжиюань у 1264–1294 роках.

## Родина
Мав 4 дружини: Тегулунь, Чабі, Тарахан і Баягушін, від яких мав 22 сини і 2 доньки. Ще 25 синів — від наложниць. Друга дружина — Чабі — стала його довіреною особою і впливовим радником. Смерть Чабі, а також їх улюбленого сина, спадкоємця юаньського трону Джингіма, стали трагедією Хубілая, через яку він в останні роки свого життя пристрастився до вина.

## Перемоги в Північному Китаї
Хубілай почав шлях воєначальника у війську свого брата Мунке (великий хан з 1251 року), який віддав в управління Хубілая усі завойовані території Північного Китаю і в 1252 році доручив йому разом з загонами воєначальника Уріангадая проведення військової кампанії проти династії Сун, яка ще правила на півдні Китаю. Форсувавши річку Хуанхе, армія Хубілая вторглася в провінції Шеньсі і Сичуань. Також в 1253 році Хубілай захопив Далійське царство народу бай в провінції Юньнань, після чого повернувся в Північний Китай.
Хубілай заснував місто Кайпін, яке спочатку було призначене на роль нової столиці Мунке, але згодом стало його власного літньою резиденцією (місто, що отримало назву Шанді — «Верхня столиця» — увійшло в західну культуру під назвою Занаду).
В кінці 1258 року монголи почали свій новий наступ на імперію Сун, який очолював власне сам Мунке. Хубілая з двома іншими арміями, він відправив через Хубей, до річки Яньцзи. В 1259 році отримав звістку про смерть Мунке під час осади міста Хечуана, і спроби його брата Аріг-Бугі зайняти вже звільнений ханський престол. Це змусило його укласти перемир'я з силами Сун і направитись до Каракоруму.

## Громадянська війна проти Аріг-Буги
Поспішно скликаний курултай в Кайпіні проголосив в травні 1260 року великим ханом Хубілая, а курултай в Каракорумі, місяцем потому — Аріг-Бугу (так як перші вибори пройшли поза межами рідних монгольських земель, і там були присутні не всі представники правлячої династії, Аріг-Буга і консервативні кола монгольського суспільства протестували проти їх законності). На стороні Аріг-Буги виступили правителі трьох з чотирьох гілок правлячої династії: Берке (нащадок Джучи), Алгу (нащадок Чагатая) і багато представників сім'ї Мунке. Головним прихильником Хубілая був Хулагу.
Міжусобна боротьба братів за владу тривала з 1259 до 1264 року. В процесі цієї боротьби Хубілай в 1260 році переніс столицю Монгольської Імперії з Каракоруму в місцевість поряд з колишньою столицею чжурчженів Чжунду («Середня столиця»). Її назвали Даду (кит. 大都 «Головна столиця»), або Ханбалик (пізніше перейменований в Пекін).
Стратегія Хубілая полягала в тому, щоб не дати Аріг-Бузі скористатися ресурсами землеробських володінь. Спираючись на базу в Каракорумі, Аріг-Буга повинен був забезпечити поставку продовольства для своєї армії, а Хубілай прагнув відрізати його від центрів постачання.
До 1262 року Кадан (син Угедея і двоюрідний брата Хубілая) здобув перемогу над прихильниками Аріг-Буги в землях уйгурів і колишніх землях тагнутів. Армія сам Хубілая поставив табір в північному Китаї в районі колишньої цзінської столиці Чжунду. Таким чином, під владою Аріг-Буги збереглася лише одна землеробська область — долина Єнісея. Восени 1260 року Хубілай повів військо на Каракорум, а Аріг-Бука відступив до Усе. У листопаді 1261 року на південь від Каракоруму відбулися дві битви між військами Аріг-Буги і Хубілая. Перша битва була виграна Хубілаєм, але наступна не принесла перемоги жодній зі сторін. Незважаючи на невизначений результат вирішального бою, Хубілай зміг встановити повний контроль над Монголією, а Аріг-Бугу виснажувала боротьба з його недавнім середньоазійським союзником Алгу.
У підсумку, Аріг-Буга зазнав поразки і здався на милість брата. Спочатку Хубілай хотів помиритися з братом і не став якогось його карати, однак така поблажливість відштовхнула багатьох його прихильників. Щоб вгамувати незадоволених монголів, Хубілай наказав Аріг-Бузі не показуватися на його очі цілий рік, однак багато хто визнав це покарання занадто м'яким і зажадали чистки в рядах зрадників. Допитавши Аріг-Бугу і з'ясувавши, хто спонукав його оскаржити права старшого брата, Хубілай стратив десять найважливіших поплічників Аріг-Буги. Хубілай не захотів брати на себе відповідальність за одноосібне рішення долі свого брата і скликав курултай для суду над Аріг-Бугою (а також для підтвердження свого обрання на трон великого хана). Однак Аріг-Бугу важко захворів і на початку 1266 року помер в неволі, позбавивши Хубілая від труднощів, пов'язаних з необхідністю влаштовувати суд над рідним братом.

## Завоювання Південного Китаю
Після перемоги над Аріг-Бугою, Хубілай нарешті зміг повернутися до завоювання південного Китаю. Його головною метою до вступу на престолі стало повалення Сунської династії, чого він досягнув, поєднуючи військові дії з дипломатією і примирливі жести на адресу китайського населення. Так, в 1261 році він особисто відпустив на свободу 75 сунських купців, яких його війська захопили на кордоні. У 1262 році дозвіл повернутися на батьківщину отримали ще 40 торговців, а два роки потому Хубілай звільнив 57 купців. У 1264 рік Хубілай зробив догану своїм воєначальникам, які стратили двох полонених сунських полководців без суду й слідства. Хубілай, який прагнув переманити якомога більше дезертирів з сунської армії, був вкрай незадоволений такою безглуздою жорстокістю; сам він нагороджував перебіжчиків землями, тканинами й стадами. Ця політика приносила помітний успіх, оскільки приплив перебіжчиків з південного Китаю до монголів не слабшав.
Нова військова кампанія почалася з тривалої облоги фортеці Сян'ян в провінції Хубей, що тривала з 1267 по 1273 рік. Через кілька місяців після взяття Сян'ян смертельно хворий Ши Тяньцзе написав для Хубілая доповідну записку, в якій рекомендував віддати всі монгольські війська під керування одного верховного командувача. Хубілай погодився з думкою свого старого соратника, і в 1273 році головнокомандувачем експедиційними силами в південному Китаї був призначений Баян (Баарін). У 1275 році монгольське військо під командуванням Баяна перейшло Янцзи і здобуло усі міста в долині цієї річки від Ханья до Нанкіна.
У лютому 1276 року пала столиця Сунської Імперії — Ханчжоу. Імператриця-вдова Се передала Баяну імператорську печатку династії Сун, а малолітній імператор Сянь був привезений до Хубілая, який милостиво обійшовся зі своїм бранцем. Однак сунські лоялісти, які втекли в південні області країни, продовжили опір, і в червні 1276 року звели в Фучжоу на престол 7-річного імператора Ши. Остаточно сунські війська були розгромлені лише в 1279 році після падіння Кантона та поразки китайського флоту біля острова Яйшань, на заході від сучасного Макао, в Яминській морській битві, в якій загинув останній імператор династії Сун Чжао Бін.

## Підкорення Кореї

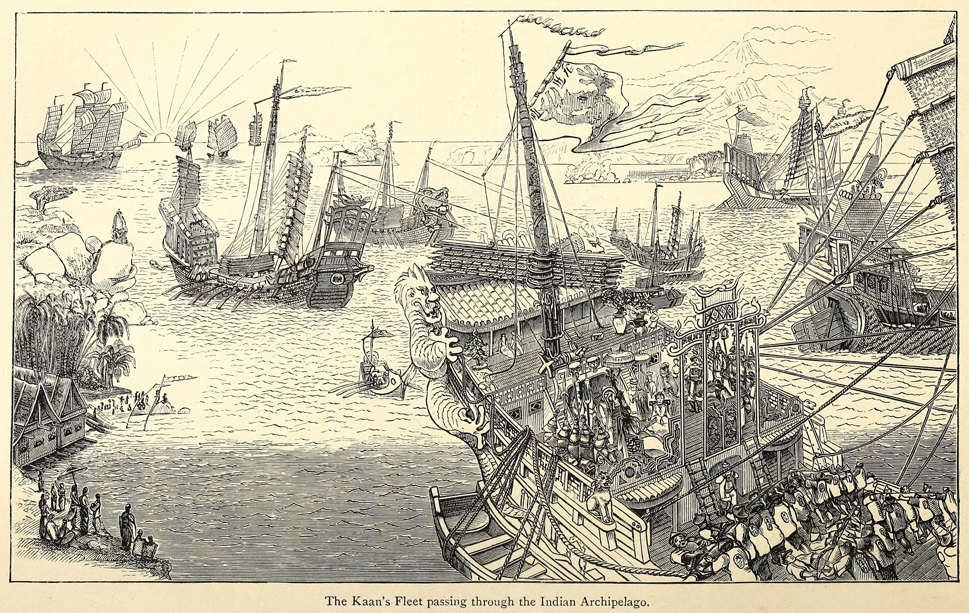
Флот Хубілая

Безуспішні спроби підкорити Корею робили ще попередники Хубілая. Чингісхан 1218 р. і Угедей в 1231—1233 рр. споряджали туди походи, і хоча їм вдалося підкорити своїй владі великі області півострова, в 1233 році король Кореї сховався на острові Канхвадо біля східного берега. Клан Чхой, глави якого управляли країною ім'ям короля, залишався непримиренним ворогом монголів і не допускав думки про капітуляцію. На якийсь час увагу монголів було відвернуто від Кореї спорами про престолонаслідування та іншими військовими операціями, і каральна експедиція проти непокірних корейців відбулася тільки при Мунке. 1253 року Мунке наказав якомусь Чжалаердаю виступити в похід на корейський королівський двір. Монгольські армії вторгалися в Корею в 1253 і 1258 рр. В обох випадках корейці були розбиті на материку, а місцеве населення, вже постраждале від жахливої посухи, було доведено до тяжкого становища. Ті, хто переходив на бік монголів або виявляв їм покірність, отримували можливість вести нормальне життя, а ремісники, подібно своїм побратимам в інших монгольських володіннях, користувалися особливими умовами і часто наймалися завойовниками на службу. Монгольські війська, усвідомлюючи брак досвіду в морській війні, що не намагалися захопити острів Канхвадо. Слід визнати, що це було мудре рішення, враховуючи пізніші невдачі в Японії і на острові Ява. На щастя для монголів, в цей час спалахнуло обурення проти деспотичного правління клану Чхой.
У 1258 р внаслідок військового перевороту був позбавлений влади Чхой Ій, глава клану, а новий правитель прагнув налагодити відносини з монголами. Спадкоємець престолу Чхон вирушив до Китаю, щоб виявити покірність монголам і запропонувати себе в заручники. Першим монгольським князем, якого Чхон зустрів в Китаї, був Хубілай. Так як Мунке знаходився в Сичуані і готував вторгнення в імперію Сун, Хубілай залишився головною особою в Східному Китаї. Він тут же без роздумів прийняв корейського принца в свою свиту і обійшовся з ним дуже прихильно. Через кілька місяців відійшли в інший світ і Мунке, і корейський правитель. Хубілай, за підтримки своїх китайських радників, вирішив зробити ставку на спадкоємця престолу. Він відпустив молодого принца, доручивши йому повернутися на батьківщину і відстоювати свої права на корону. Новому королю дозволялось зберегти частину владних повноважень, але разом з ним в справах правління повинен був брати участь постійний представник монгольського двору. Хубілай розраховував на вірність майбутнього корейського государя. В кінці 1259 р принц в супроводі монгольських військ прибув до Кореї і зійшов на престол, прийнявши ім'я Вонджон. Він незабаром довів свою відданість і «чесноту», відправивши спадкоємця заручником при дворі Хубілая. Хубілай, в свою чергу, наділив корейського принца нефритовим поясом та іншими подарунками. Протягом наступного десятиліття відносини між корейським королем і монгольським ханом незмінно поліпшувалися. Корейський правитель час від часу відправляв до двору Хубілая посольства з даниною, — а Хубілай відповідав щедрими дарами і надавав корейським купцям всілякі пільги. За часів економічного спаду Хубілай звертався по допомогу корейців, які постачали імперії хліб і м'ясо. Він також постійно нагадував своїм прикордонним військам про заборону грабувати корейські землі і влаштовувати інші безчинства. Точно так же його чжурчженські піддані в Маньчжурії отримали вказівки утримуватися від набігів на Корею.
Коли Хубілай дізнався про заколот проти корейського правителя, він негайно вжив заходів для надання допомоги своєму союзнику або, в його розумінні, «васалу». 1269 року воєначальник на ім'я Їм Єн спробував встановити контроль над королівським престолом. Він влаштував переворот, поваливши Вонджона і висунувши свого кандидата на трон, яким, за іронією долі, виявився молодший брат Вонджона, який погодився діяти в інтересах Їм Єна. Через місяць після того, як до монгольського двору дійшли вісті про успішний путч, Хубілай направив в Корею загін в 3000 чоловік під керівництвом сина Вонджона, що був в заручниках у монголів. На початку наступного року монгольська армія розгромила війська Їм Єна і повернула Вонджону королівську корону. Проте, загроза не була повністю усунена. Тільки 1273 р. заколотники, що сховалися на острові Чеджудо у південного узбережжя Кореї, були остаточно розбиті. Тим часом Хубілай ще більше зміцнив відносини з королем Вонджоном, застосувавши тактику, здавна використовувалася в Східній Азії — династичний шлюб. Його дочка, іменується в китайських літописах Ху-ду-лу Цзе-ли-ми-ши, була засватана за спадкоємця корейського престолу; таким чином, майбутній король Кореї був би онуком Хубілая. Протягом правління монгольської династії Юань наступники Хубілая продовжували ту ж політику, зміцнюючи зв'язку з корейським правлячим домом.
До 1273 р. Хубілай повністю включив Корею в сферу впливу своєї династії. Він поклав на корейців ряд повинностей, але одночасно надавав їм відчутну економічну допомогу. Корейці зобов'язувалися виплачувати данину шкурами бабаків і видр, сріблом, тканинами і папером. Крім того, вони заснували особливе «Управління по Соколиному Полюванні», щоб поставляти до імператорського двору соколів, з якими любив полювати Хубілай. Корейські гончарні вироби, які переважали китайські зразки в технічному відношенні, також вельми цінувалися в Китаї. За спостереженням одного історика, «корейці почали використовувати окис міді [для надання кераміці яскраво-червоного кольору] на століття раніше китайців». Таким чином, китайці високо ставили мистецтво корейських гончарів.
З 1264 по 1294 рр. корейські правителі направили до двору Хубілая 36 посольств з даниною. Іноді Хубілай висловлював особливі побажання. Наприклад, в 1267 році він попросив Вонджона послати йому шкуру певного виду риби, яка була необхідна для обробки його туфель. Пухир, який був у нього на нозі, один з перших симптомів подагри, від якої він пізніше страждав, завдавав йому сильного болю і вимагав особливого взуття з риб'ячої шкіри, яку могли доставити тільки корейці. Надалі, коли Хубілай постарів і втратив колишнє здоров'я, корейці часто присилали йому різні ліки.

## Перший імператор династії Юань
Хубілай, заволодівши до 1271 року після впертої і тривалої боротьби більшою частиною Китаю, вирішив заснувати нову китайську династію, давши їй ім'я Юань, за яким стала називатися його держава зі столицею в Ханбалику.
Хубілай підкорив своїй владі і сусідні з Китаєм країни: Бірму, Камбоджу, Корею, але його спроби вторгнення в Японію і походи проти В'єтнаму закінчилися цілковитою невдачею.
У справах внутрішнього управління Хубілай відзначався мудрістю; ним був введений цілий ряд корисних реформ і поліпшень. У 1291 році він розділив усю імперію на 12 провінцій.
Хубілай сприяв буддизму, який зробив в Китаї величезні успіхи, так само як і буддійським проповідникам і вченим, наприклад, Карма Бакши і Пагба-ламі, які користувалися великою пошаною і значними пільгами. Він був віротерпимий і до інших релігій, зокрема несторіанства, поширеного серед чингізидів. При дворі Хубілая служили християнин Ай Сюе і три десятка мусульманських чиновників (включно із засновником династії юньнанських намісників бухарського походження Сеїд Аджаля Шамсуддіном і астрономом Джамаль ад-Діном). Завдяки посольству Марко Поло, котрий перебував при його дворі протягом 17 років, установилися тісніші зв'язки з Європою.
Венеційця, у свою чергу захопили великі, впорядковані міста імперії Хубілая, якісні дороги, що добре утримувалися, і торгові порти з безліччю суден, що прибувають із Індії, Індонезії, Персії. Відкриттям для Марко Поло було використання кам'яного вугілля як паливо: «По всій країні Катай є чорне каміння: викопують його у горах, як руду, і палять, як дрова. Вогонь від нього сильніший, ніж від дров… Дров у них багато, але палять вони каміння, бо й дешевше, та й дерева зберігаються». Ще більше мандрівника здивували введені Хубілаєм паперові гроші та календарі-альманахи з друкованим текстом — своєрідна газета, що розсилалися по всій країні з гінцями; друкарський верстат, винайдений тут ще на початку II століття був ще невідомий у Європі. Побував він і в астрономічній обсерваторії Великого Хана, де стояв великий глобус зоряного неба, а численні зірочети спостерігали за зірками та кометами і складали гороскопи.
Хубілай не забував свого монгольського походження. Він увів монгольську мову в діловодстві Китаю, доручив буддійському вченому Пагба-ламі винайти особливий алфавіт, що отримав назву, за формою букв, «квадратне письмо» і служив державним письмом для мов імперії (в першу чергу для монгольської) за часів царювання в Китаї династії Юань.
Опріч державних справ, Хубілай писав поезію, з якої, на жаль, зберігся тільки один вірш. У китайській історії Хубілай відомий під посмертним династичним ім'ям Ши-цзу (кит. 始祖, «Засновник династії»).

## Напади на Японію
У суді Хубілая перебували його найдовіреніші губернатори і радники, які призначаються меритократією за принципом мультикультуралізму: там перебували монголи, корейці, хуей і китайські народи. Оскільки Воко розширив підтримку династії Сун, яка вже й так занепадала, Кублай Хан став ініціатором вторгнення в Японію.
Суд Коре надав корейські війська і океанські водно-морські сили для монгольських походів. Попри протидію деяких з його радників, які пройшли підготовку в конфуціанстві, Кублай вирішив вторгнутися в Японію, Бірму, В'єтнам та Яву, слідуючи переконанням деяких своїх монгольських чиновників. Він так само намагався підкорити собі периферійні землі такі як Сахалін, де  корінні народи врешті-решт підкорись монголам до 1308 року після смерті Хубілая.
Двічі Хубілай-хан спробував вторгнутися в Японію. Вважається, що обидві спроби були зірвані штормами чи недоліками конструкції суден. За основу було взято річкові кораблі без кілів, внаслідок чого ті стали дуже нестійкими в негоду. Першу спробу було здійснено в 1274 році з флотом, який налічував 900 кораблів і близько 20 тисяч воїнів на них. Монголи атакували узбережжя, обираючи місця, звідки можна було здійснювати нетривалі набіги. Самурайські воїни, за японським звичаєм, виступили проти монгольських військ для індивідуального бою, але монголи атакували, на думку самураїв, безчесно як єдина сила. Вони бомбардували самураїв пороховими ракетами і осипали їх стрілами. Врешті вцілілі японці вийшли з прибережної зони в фортеці. Монгольські війська не переслідували їх через брак хорошої розвідки. Проблеми з постачанням провіанту та вбивство японськими самураями воєначальника змусили монголів відступити через три тижні, після чого флот потрапив у шторм.
Друга навала відбулася в 1281 році, коли монголи послали дві окремі флотилії: 900 кораблів, які налічували сорок тисяч корейських та китайських, монгольських військ, були відправлені з Масана, в той час як сили з 100 000 воїнів відпливли з південного Китаю на 3500 кораблях, кожен близько 240 футів (73 метри) завдовжки. Флот був поспішно зібраний і погано облаштований, щоб справлятись з морськими умовами. В листопаді вони пливли в підступні води, які розділяють Корею та Японію на 110 миль. Монголи легко захопили острів Цусіма приблизно за пів шляху через протоку, а згодом острів Ікі, ближче до Кюсю, що був їхньою головною метою. Корейський флот прибув в бухту Хаката 23 червня 1281 року та висадив частину своїх піхотинців та кінноту. Проте просування решти флоту було утруднене через використання японцями малих маневрених кораблів, які не підпускали більшість кораблів до берега. Це зумовило затримку монгольського флоту в морі, де його розбив шторм.

## Дружини та діти
У Хубілая було 4 ставки (орди), кожною з яких керувала старша дружина, якій підкорялися молодші дружини і наложниці.
- Тегулун (Той-гу-лунь) — перша старша дружина, померла до 1260 р.
- Чабі — друга старша дружина з 1239, народили 4 і 5 синів дочок, померла в 1281 р.
- Дорджі — 1-й син, родився 1240 р., помер немовлям.
- Чінка (Чжень-цзинь (кит. «Чисте золото»)) — 2-й син, спадкоємець престолу, глава імперського секретаріату, помер 1285 р. від невідомої хвороби, батько імператора Темура (Чено-цзун) і Цзіньте-Ван (князь держави).
- Гаммала Мангалу — 3-й син, князь Аньси (в пров Шаньсі.), помер 1280 р.
- Номухан — 4-й син, з 1266 р. Бейпін-ван (князь Північного Спокою), з 1271 р. головнокомандувач військами в Алмалик, в 1276—1284 рр. перебував у полоні у Золотої Орди, з 05.1284 р. глава Департаменту у справах Північного кордону Китаю, Князь Бейань, помер 1292 р.
- Мяоянь — принцеса, пішла в монастир Таньчжесі (Західний Пекін).
- Ху-ду-лу Цзе-ли-ми-ши — принцеса, з 1273 р. дружина царя Кореї Ван Чун.
- Тарахан — старша дружина.
- Баягуджін — старша дружина.
- Намбу — старша дружина з 1281 р. родичка Чабі, 1 народила сина.
- ? — від інших дружин мав 7 синів Туган (Тогон) — князь Чженьнаня, в 1285—1288 рр. керував другим невдалим походом у Чампі (В'єтнам), після чого був засланий в Янчжоу.
- Кокочу — в 1276—1284 рр. перебував у полоні у Золотої Орди разом з Номуханом.
- Угечі — принц.
- Міклукан — принц.
- Кутлук-Тимур — принц.
- Курідай — принц.
- Аячі — принц.

## Данина пам'яті
- 2006 року перед Палацом уряду Монголії був встановлений пам'ятник Хубілаю, поряд з Чингісханом й Уґедеєм.